# Hrabstwo Lyon (Nevada)

Piramida wieku hrabstwa

Hrabstwo Lyon znajduje się w środkowo-zachodniej części stanu Nevada. W roku 2005 liczba ludności wynosiła 48 865. Stolicą jest Yerington.

## Historia
Hrabstwo Lyon jest jednym z dziewięciu pierwszych hrabstw Terytorium Nevady utworzonych w 1861 roku. Zostało nazwane na cześć Nathaniela Lyona – generała wojsk Unii w czasie wyjny secesyjnej, który zginął w Missouri w 1861 roku. Pierwszą stolicą zostało Dayton, które rok później zmieniło nazwę na Nevada City. W 1909 roku, strawione przez pożar, dwa lata później władze przeniosły się do obecnego Yerington.

### Linie kolejowe
Eagle Salt Works Railroad wybudowało tu pierwszą linię kolejową długości 13,5 mil (ok. 21,72 km) – pierwszą konstrukcję Central Pacific. Central Pacific (Pierwsza Kolej Transkontynentalna) także przebiegała przez hrabstwo Churchill, chociaż znaczna część oryginalnej trasy przesunięto do Wadsworth na południu przez Fernley.

## Transport
Linie kolejowe California Zephyr przechodzą przez Lyon. Stacje znajdują się w Sparks i Winnemucca. Przechodzi tędy autostrada międzystanowa nr 80.

## Geografia
Całkowita powierzchnia wynosi 5222 km² (2016 mil²), z czego 5164 km² (1994 mil²) stanowi ląd, a 59 km² (23 mil², 1,13%) woda.

### Miasta
- Fernley
- Yerington

### CDP
- Dayton
- Silver Springs
- Smith Valley
- Stagecoach

### Sąsiednie hrabstwa
- Hrabstwo Douglas – zachód
- Carson City (miasto o prawach hrabstwa) – zachód
- Hrabstwo Storey – północny zachód
- Hrabstwo Washoe – północ
- Hrabstwo Pershing – wschód
- Hrabstwo Mineral – południe, wschód
- Hrabstwo Mono w Kalifornii – południowy wschód